# Kevin Greutert
Kevin Greutert (Pasadena, California, 31 de marzo de 1965) es un director y editor de cine estadounidense, más conocido por su trabajo en la  serie de películas Saw.  Ha editado los 6 films a la fecha. También ha sido el editor de The Strangers (2008), Room 6 (2006), y Journey to the End of the Night (2006). Estudió en la Universidad de California del Sur de 1983 a 1987. Hizo su debut como director de cine con la sexta entrega de la serie de películas Saw, la cual fue estrenada el 23 de octubre de 2009 en los Estados Unidos.
Greutert también ha publicado ficción en revistas como Ambit y Magic Realism, y ha elaborado la música para varias bandas sonoras, como el documental "Things Gone and Things Still Here" de Paul Bowles.